# Kim tự tháp Khui
Kim tự tháp Khui là một khu phức hợp mai táng được xây dựng tại nghĩa trang Dara cổ đại (gần thành phố Manfalut và ốc đảo Dakhla) vào thời kỳ Chuyển tiếp thứ Nhất (2181 - 2055 TCN). Nó thường được gán cho pharaon Khui, một vị vua vô danh cai trị trong thời kỳ Vương triều thứ 8. Toàn bộ khu phức hợp đã bị hủy hoại hoàn toàn nên rất khó xác định hình dạng của nó.

## Hình dạng
Kim tự tháp Khui lần đầu được nhắc đến trên một tạp chí của Bảo tàng Cairo vào năm 1912. Vào khoảng năm 1946 - 1948, phức hợp này lần đầu tiên được khai quật bởi 2 nhà Ai Cập học Raymond Weill và Ahmed Kamal. Do trạng thái đổ nát của nó và cấu trúc không giống một kim tự tháp, Kamal tin rằng nó là một ngôi mộ mastaba, trong khi Weill vẫn khẳng định đó là một kim tự tháp thực sự.
Nhà Ai Cập học Mark Lehner đã chắc chắn rằng, đây là cấu trúc của một kim tự tháp. Ông lập luận rằng, kim tự tháp được xây bằng bằng gạch bùn với 4 góc được bo tròn và 4 mặt kim tự tháp đều có độ dốc, các cạnh đo được với độ dài hơn 130 mét, tương tự với kim tự tháp bậc thang của Djoser. Ngược lại, Miroslav Verner cho rằng, cấu trúc của kim tự tháp mang hình chữ nhật, với chiều dài các cạnh là 146 x 136 mét. Nếu nó thực sự là một ngôi mộ mastaba, kích thước của nó sẽ vượt qua cả mastaba của pharaon Shepseskaf.
Mặc dù ngày nay, cấu trúc của ngôi mộ này được thừa nhận là một kim tự tháp (và có lẽ là kim tự tháp bậc thang), người ta vẫn chưa chắc chắn được kiểu dáng của nó, cũng không thể loại trừ đây là một ngôi mộ mastaba.

## Chủ nhân
Người ta không tìm thấy tên của chủ sở hữu trên ngôi mộ kim tự tháp này. Tuy nhiên, trong lần khai quật đầu tiên, Weill đã tìm được một khối gạch ở một ngôi mộ phía nam kim tự tháp có mang khung tên của Khui - tên riêng của một vị vua chưa từng biết trước đây. Khối gạch này có thể được lấy từ ngôi đền tang lễ ở phía bắc khu phức hợp, mà ngày nay đã không còn nữa.
Jürgen von Beckerath đã xếp Khui là một nhà cai trị thuộc Vương triều thứ 8, và cũng không có một chứng thực nào khác ngoài viên gạch nói trên có mang tên của ông. Có lẽ ông chỉ là một nomarch (lãnh chúa, người đứng đầu một nome - một đơn vị hành chính địa phương của Ai Cập cổ đại), lợi dụng sự hỗn loạn thời bấy giờ đã tự xưng vương.
Vì chỉ có duy nhất một cái tên Khui được tìm thấy tại đây, nên người ta đã gán kim tự tháp này cho vị vua này và được số đông các chuyên gia chấp nhận, mặc dù không thể chứng minh được gì nhiều hơn.

## Cấu trúc
Phần còn lại của kim tự tháp Khui trông giống như bậc đầu tiên của một kim tự tháp bậc thang, nhưng đã nói ở trên, cho đến nay người ta vẫn chưa thể xác định được kiểu dáng của cấu trúc này. Phức hợp kim tự tháp Khui đã bị hư hại nặng nề, hoặc thậm chí có thể nó chưa bao giờ được hoàn thiện, chỉ còn sót lại dấu tích của công trình ở phía bắc (có thể là đền thờ tang lễ) và một tường bao dày tới 35 mét xung quanh kim tự tháp. Phần cao nhất của kim tự tháp đo được là 4 mét.
Phần lõi của kim tự tháp Khui chỉ được làm từ sỏi và cát. Ở phía bắc có một lối vào dẫn trực tiếp xuống hầm mộ. Căn phòng chôn cất này được lát những khối đá vôi thô, có thể những viên gạch này được lấy từ các ngôi mộ gần đó. Bản thân căn phòng khá nhỏ, độ dài được đo là 3,5 x 7 mét, nằm cách mặt đất gần 9 mét và hoàn toàn trống rỗng.

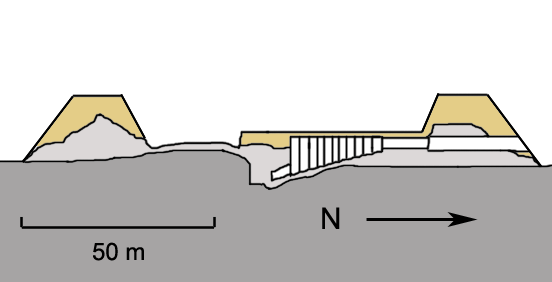
Sơ đồ kim tự tháp Khui: Phần màu xám là những gì còn sót lại (chiều cao tối đa là 4 m), trong khi phần màu vàng là cấu trúc phỏng đoán